# Château de Montefiridolfi
Le château de Montefiridolfi (en italien : Castello di Montefiridolfi), est une demeure seigneuriale située dans de hameau de Montefiridolfi de la commune de San Casciano in Val di Pesa (ville métropolitaine de Florence) en Toscane.

## Historique
La première preuve selon laquelle elle appartenait dès le début à la famille Buondelmonti remonte à mai 1015 lorsqu'elle est mentionnée dans un acte de donation. Le toponyme apparaît également dans un autre document de la Badia a Passignano de juin 1065 et dans un document de la Badia a Coltibuono où il est appelé Montis filiorum Ridolfi ; le document remonte au 9 novembre 1210.
Cité à nouveau comme dépôt de munitions en mars 1480 dans un document des archives Ricasoli (it) du château de Brolio, le château perd alors définitivement toute importance stratégique et militaire.
Montefiridolfi était l'un des quatre châteaux des Buondelmonti, reliés entre eux et constituant un quadrilatère pour défendre la vallée de Pesa : le château de Bibbione, le château de Montefiridolfi, le château de Pergolato et le château de Fabbrica.
La transformation partielle en villa a été souhaitée par la famille Buondelmonti, qui au XVIe siècle en a fait le centre de leur domaine et en fut propriétaire jusqu'en 1624, année de la mort sans héritiers du chevalier de Jérusalem Fra Andrea di Battista Buondelmonti. Par la suite, à la suite d'un achat effectué le 27 mars 1639 par Cristofano Baldovinetti, il a appartenu à la famille Baldovinetti-Gambereschi, puis à leurs héritiers, les comtes Gabellotti de Faenza, jusqu'à ce qu'en 1824 il soit acheté par la famille Tempestini, qui en fut propriétaire jusqu'en 1907 et qui le transmit à la famille Kennedy Lawrie en raison du mariage de Giulia Tempestini avec un membre de cette famille. De 1908 à 1934, il a appartenu à Don Lorenzo dei Principi Corsini, marquis de Giovagallo. Aujourd'hui, il appartient à la famille Rosselli Del Turco (it).

## Architecture
Situé en dehors de Montefiridolfi, on y accède au bout d'une petite allée bordée de cyprès. Cela ressemble à une construction massive avec des coins renforcés.
Le château, de plan trapézoïdal, possède à l'intérieur deux cours, en plus de celle du presbytère paroissial, chacune équipée d'un puits artésien (d'où une vieille comptine populaire au parfum de légende : « Monte montoro, à moins de trois puits un veau d'or »). Les cours inférieures ont été construites lorsque la structure a changé d'usage, passant d'une garnison militaire à une villa et un domaine agricole. Dans la cour supérieure se trouve la tour, probablement isolée à l'origine, qui, avec les bâtiments environnants, avait la fonction de donjon. Sa hauteur a été considérablement réduite et la partie terminale a été enduite.
Dans le corps du bâtiment, il y a très peu d'ouvertures, situées pour la plupart au niveau du rez-de-chaussée, celles extérieures étant presque toutes construites à l'époque moderne, puisque deux côtés du donjon constituaient une partie de l'enceinte plus grande de la ville, qui enfermait également la partie destinée comme villa, l'église Santa Cristina et le presbytère paroissial, ainsi que divers bâtiments plus petits.

## Galerie

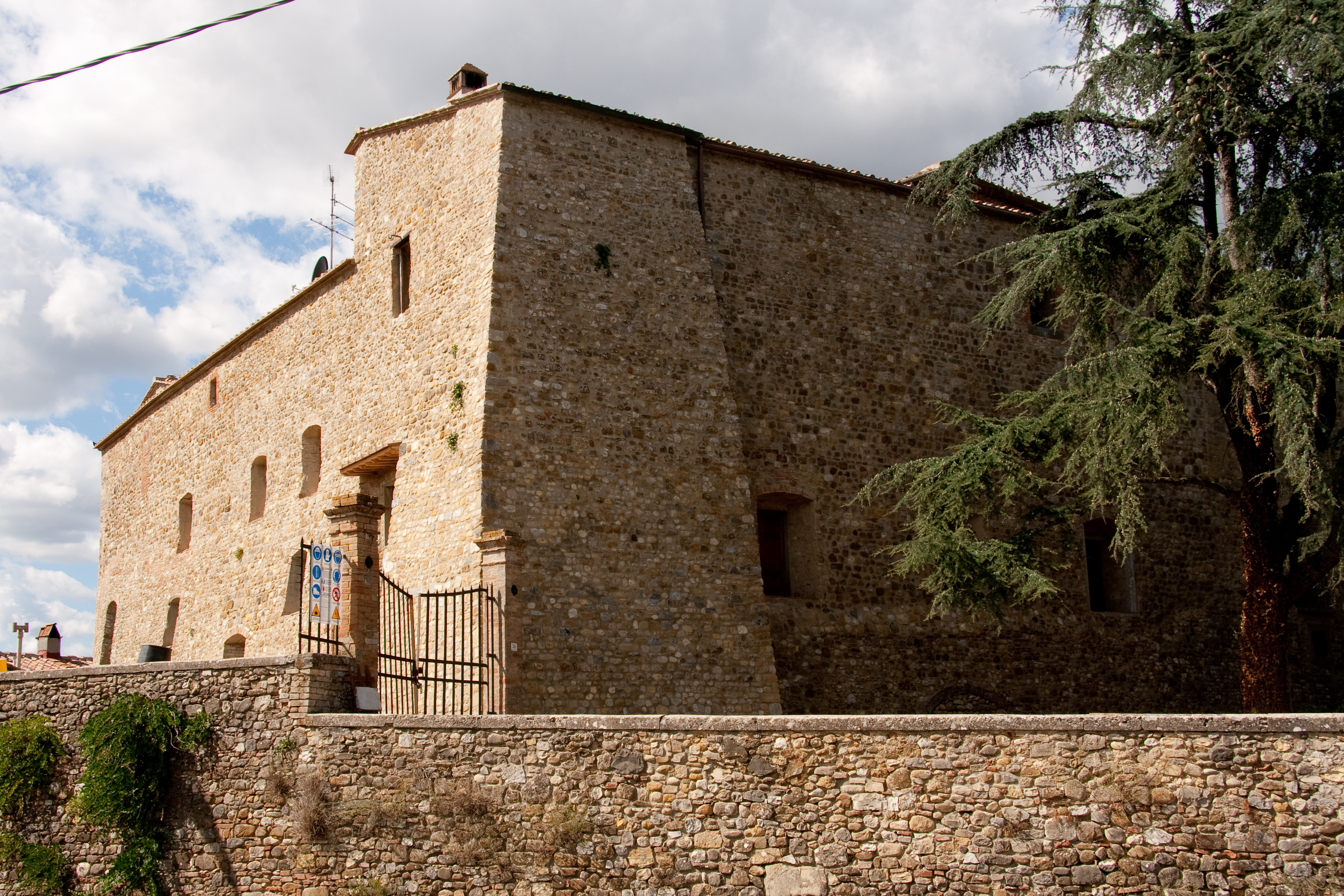
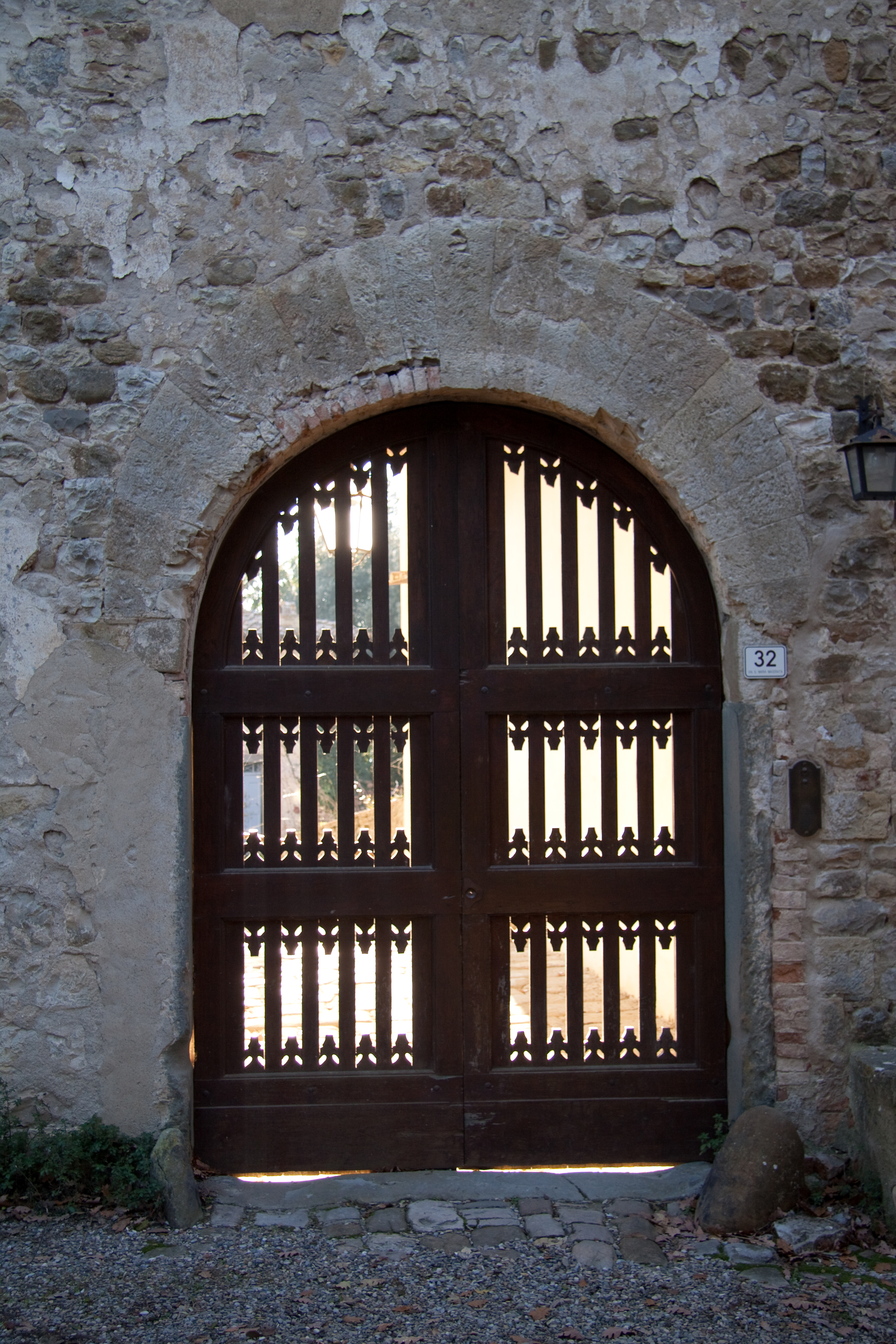
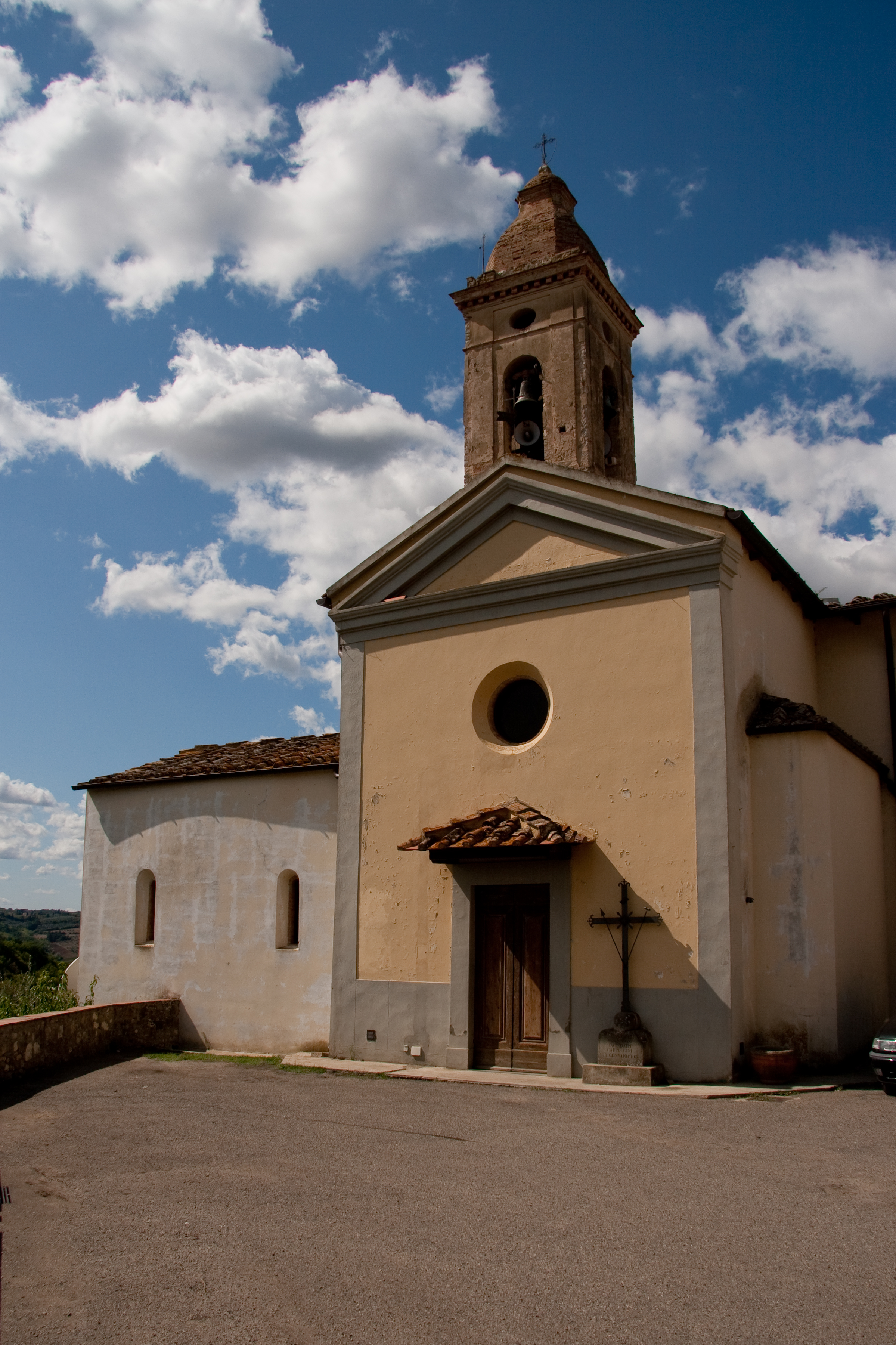
L'église San Cristina.